# По Дэмерон
По Дэмерон (англ. Poe Dameron) — персонаж киносаги «Звёздные войны». Появляется в седьмом, восьмом и девятом эпизодах в качестве пилота Сопротивления и коммандера эскадрилий. Его роль исполнил актёр Оскар Айзек.

## Концепция персонажа
| «                                           | По своего рода суррогатный сын для Леи. Но я также думаю, что она видит в нем потенциал великого лидера Сопротивления. Сюжетная арка По показывает эволюцию героя от солдата к опытному лидеру. Лея любит По по-своему, поэтому хочет подтолкнуть его к тому, чтобы он стал больше, чем пилотом-неудачником, умерил свои героические импульсы мудростью и ясностью. | » |
| — Оскар Айзек, исполнитель роли По Дэмерона | |   |

На ранних этапах работы над 7-м эпизодом персонаж не имел имени, лишь обозначение Джон Доу, сначала предполагалось, что он будет рыцарем-джедаем, затем — охотником за головами с приятелем-вуки. Свою фамилию персонаж получил в честь ассистента Джей Джей Абрамса, Моргана Дэмерона. Позднее предполагалось, что герой погибнет в самом начале фильма, однако Айзек понравился Абрамсу и персонажа решили не убивать. Сообщение о том что Оскар Айзек проходит свои пробы появилось в конце апреля 2014 года. Зритель впервые увидел героя Айзека на экране на 88-й секунде рекламного ролика к фильму, выпущенного 28 ноября 2014 года. Во время съёмок одной из сцен Айзеку пришлось выдержать около 40 дублей, в каждом из которых Кэрри Фишер давала ему пощёчину. О своем персонаже Айзек отзывался как о лучшем чокнутом пилоте галактики, в то же время честном, преданном, двигающимся строго вперёд, тем кого хочется держать рядом. Создатель комиксов по мотивам саги Чарльз Соул характеризовал персонажа как харизматичного, очаровательного приятеля, отличного пилота, прекрасного воина и лидера, вдохновляющего других.

## Биография

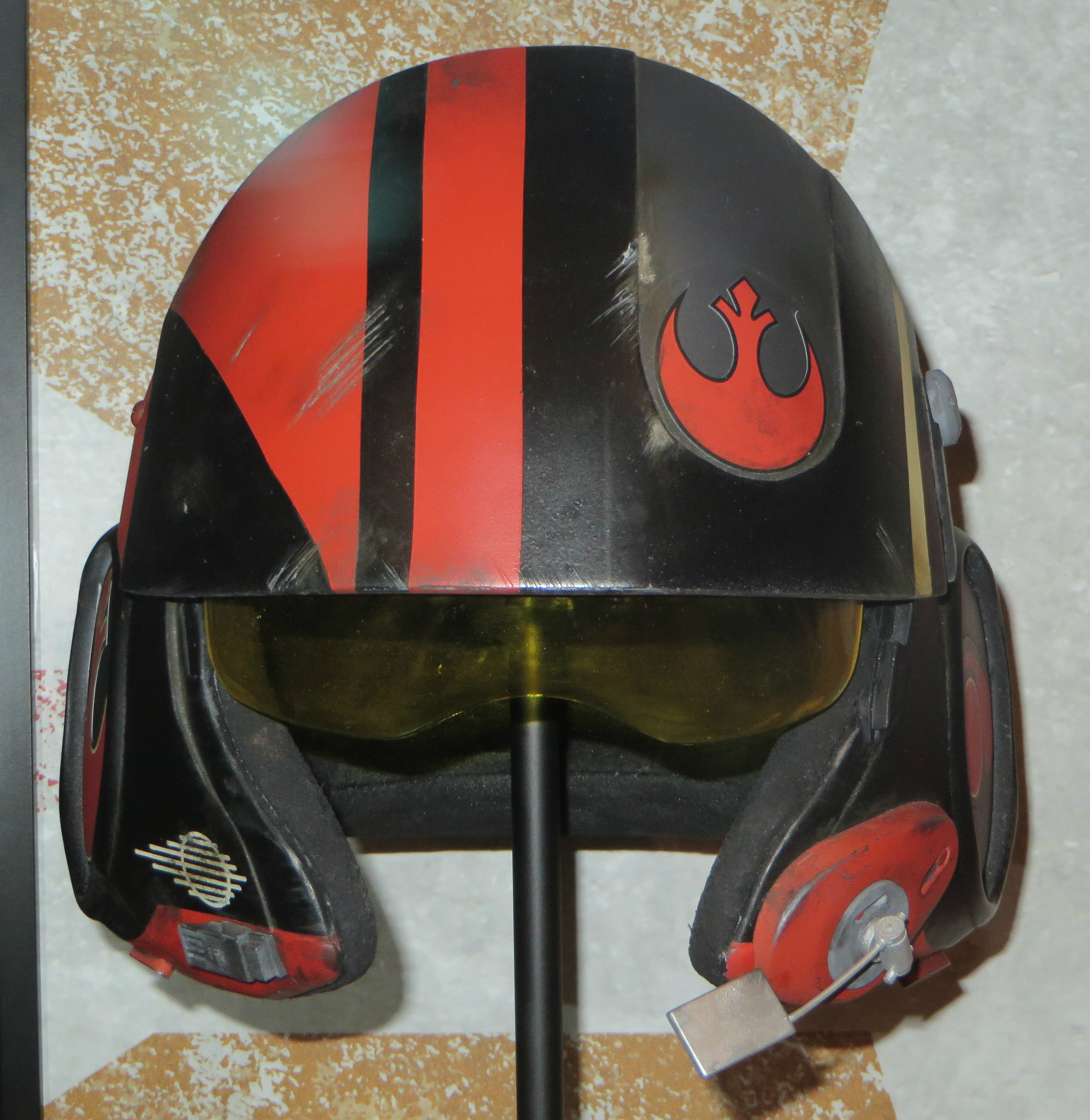
Шлем пилота альянса сопротивления Дэмерона

По Дэмерон родился за два года до битвы при Эндоре в семье Кеса Дэмерона и Шары Бэй, которые служили Повстанческому Альянсу в битве с Галактической Империей во время Галактической гражданской войны. Когда По был младенцем, то он не видел своих родителей, которые участвовали в операции против Империи, начавшейся после битвы при Эндоре. Дэмерон буквально вырос на историях о кампаниях Альянса. Его мать была пилотом Восстания в Зелёной эскадрилье Альянса, а его отец был членом Следопытов, и таким образом, ребёнок был оставлен на попечение своего деда по материнской линии.
После того как остатки Империи были отброшены во время операции «Пепел», родители По оставили службу в Альянсе и, воссоединившись с сыном, обосновались на Явине IV, где построили дом, рядом с которым посадили чувствительное к Силе дерево — подарок рыцаря-джедая Люка Скайуокера. Когда По было шесть лет, то он начал учиться летать на старом перехватчике RZ-1 «A-wing», принадлежащем его матери. Трагедия пришла в их семью, когда Дэмерону было всего восемь лет — его мать неожиданно умерла. После этого По, всегда с восторгом слушавший рассказы родителей о сражениях и операциях повстанцев, поменял свое отношение к войне как к чему-то романтическому на более реалистичное. После смерти матери Дэмерон остался на попечении отца. Несмотря на то, что на По легла часть работы по хозяйству, у него оставалось время на шалости и вылазки на RZ-1 «A-wing» — мальчик рос сорванцом. Кесу потребовалось приложить немало усилий для достойного воспитания По. Совместные походы с отцом по джунглям Явина IV сблизили их и закалили характер мальчика, а пример отца оказал большое влияние на формирование его личности.
В итоге По решил пойти по стопам матери и стать пилотом. Ему удалось стать одним из лучших бойцов Сопротивления и самых доверенных оперативников генерала Леи Органы. Демерон летал на истребителе «X-wing» и носил позывной «Чёрный лидер».

## Появления

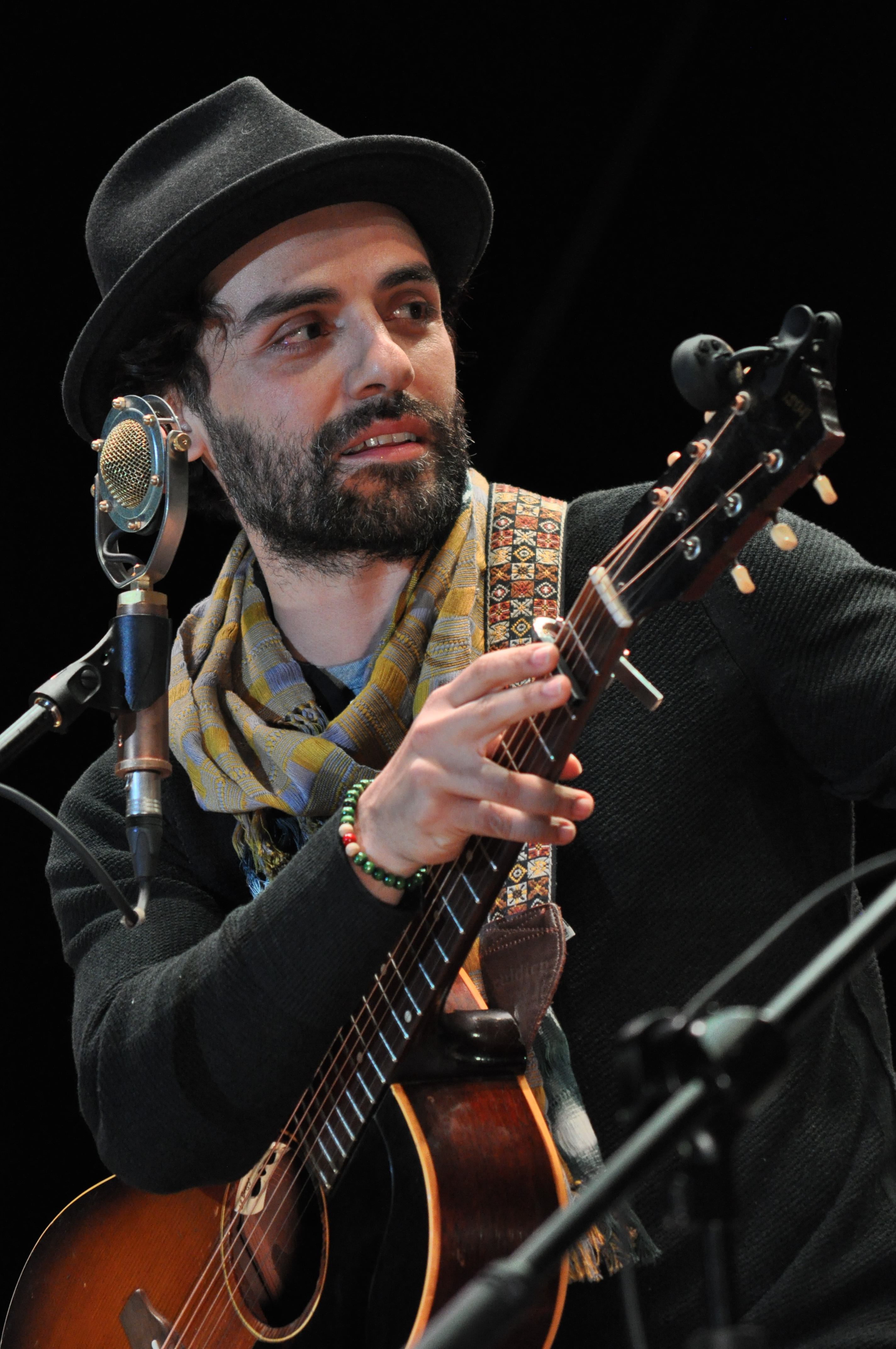
Актер, исполнивший роль По Дэмерона

### «Пробуждение силы»
По Дэмерон — самый смелый пилот флота Сопротивления, который был отправлен генералом Леей на планету Джакку, чтобы встретиться с Лором Сан Теккой и получить от него часть карты, на которой отмечено местоположение Люка Скайуокера. Получив её от старейшины деревни Лор Сан Текки, он собирается покинуть планету, но из-за атаки Первого Ордена теряет свой звездолёт. Он передаёт карту BB-8, который спасается бегством, пока Кайло Рен берет в плен и пытает По в поисках карты. По спасает штурмовик FN-2187, и они убегают на TIE-истребителе. Их подбивают и они падают на планету Джакку; Финн выбирается из истребителя, думая, что По погиб. На самом же деле По Дэмерон выживает и позже возглавляет эскадрилью пилотов X-wing, которые сражались в битве против Первого ордена во время штурма замка Маз Канаты на планете Такодана. Позже он возглавляет Чёрную эскадрилью Сопротивления, чтобы напасть на базу «Старкиллер» Первого ордена, и уничтожает топливные элементы, благодаря чему взрывается планетарное оружие.

### «Последние джедаи»

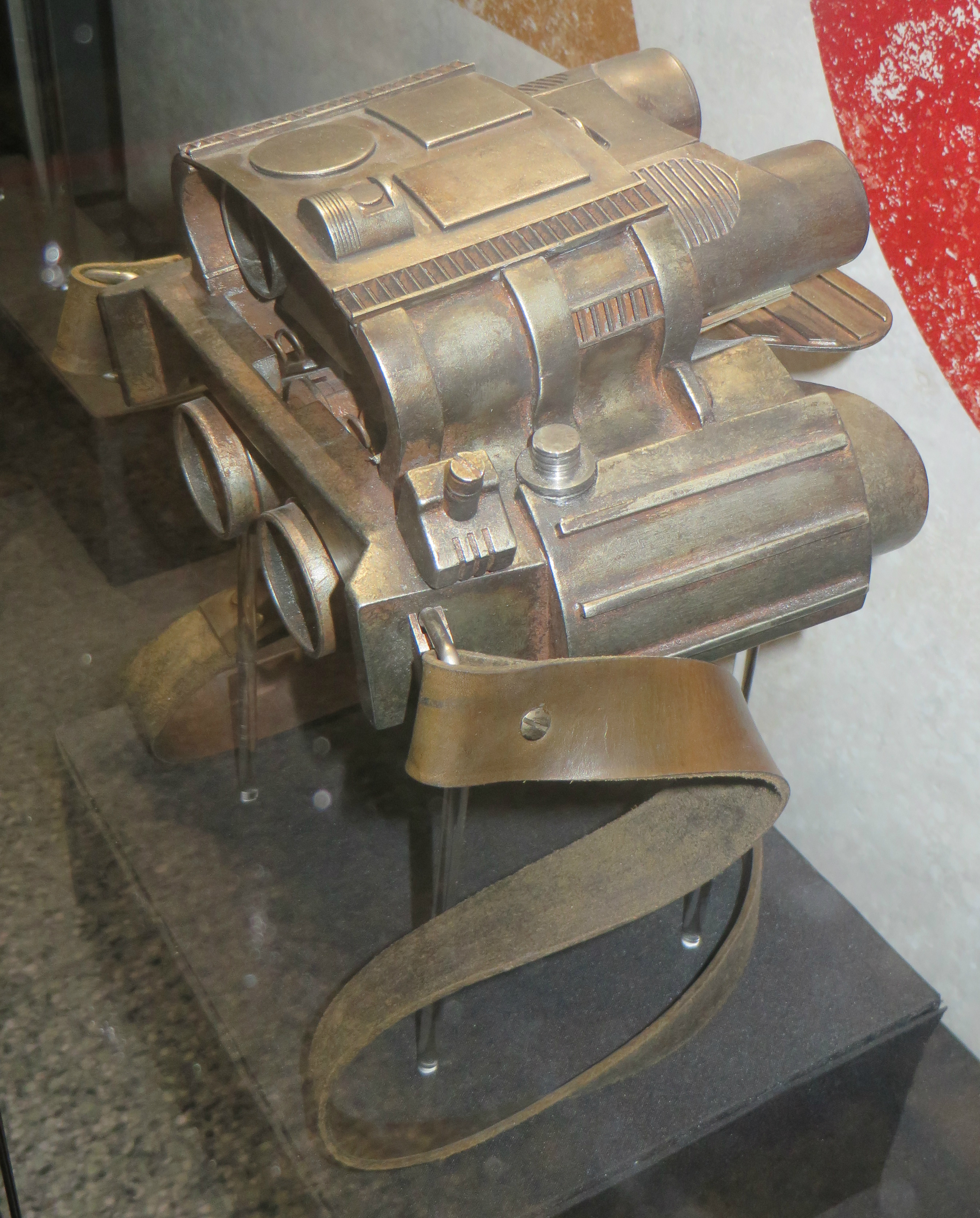
Устройство для наблюдения за объектами и организмами на большом расстоянии

Вскоре после разрушения базы «Старкиллер» Сопротивление эвакуирует свою базу с планеты Ди’Куар, спасаясь от Первого Ордена. По совершает атаку на дредноут врага, чтобы прикрыть отход флота и дать последним бойцам Сопротивления больше времени на посадку на корабль. В результате летчикам удается уничтожить дредноут Первого Ордена, но с большими потерями. Лея понижает По в должности за его безрассудство и нежелание следовать приказам. Первый орден вскоре снова атакует, выследив Сопротивление по световой скорости, с помощью новейшей технологии трекинга, что раньше считалось невозможным. Новая атака Первого Ордена лишает жизни почти все руководство Сопротивления и оставляет Лею в состоянии комы. После этого Лею заменяет вице-адмирал Холдо, которая отклоняет все его предложения. Вместе с Финном, механиком Роуз Тико и другими своими товарищами он разрабатывает план, который заключался в том, чтобы отключить трекер на флагманском корабле Первого Ордена, но держит это в секрете от Холдо. Обнаружив, что план Холдо заключается в том, чтобы слить всё оставшееся топливо в баки транспортников, чтобы эвакуировать из корабля, который атакует Первый Орден, силы Сопротивления, По совершает мятеж. У Финна, Роуз и BB-8 не получается отключить трекер, потому что их взяли в плен, а пробужденная от комы Лея возобновляет воплощение плана Холдо. На транспортных кораблях оставшиеся силы Сопротивления прилетают на заброшенную базу на планете Крэйт, где они передают сигнал бедствия своим союзникам. По совершает наступление против вторжения Первого Ордена, но приказывает подчиненным отступать после запуска стенобитного орудия врага. Когда Люк Скайуокер сталкивается с Кайло Реном, По призывает оставшихся членов Сопротивления бежать через неизведанный проход. Он оказывается среди тех, кто бежит с Рей на «Тысячелетний сокол».

## Интересные факты
Актёр не отрицал и не подтверждал гомосексуальность своего персонажа. Во время съёмок 8-го эпизода Айзек получил около 40 пощёчин от актрисы Кэрри Фишер. Персонаж является первым человеком, которого мы видим в новой трилогии. Согласно изначальной задумке Абрамса, По должен был умереть в самом начале 7 фильма.